# Blu Tack

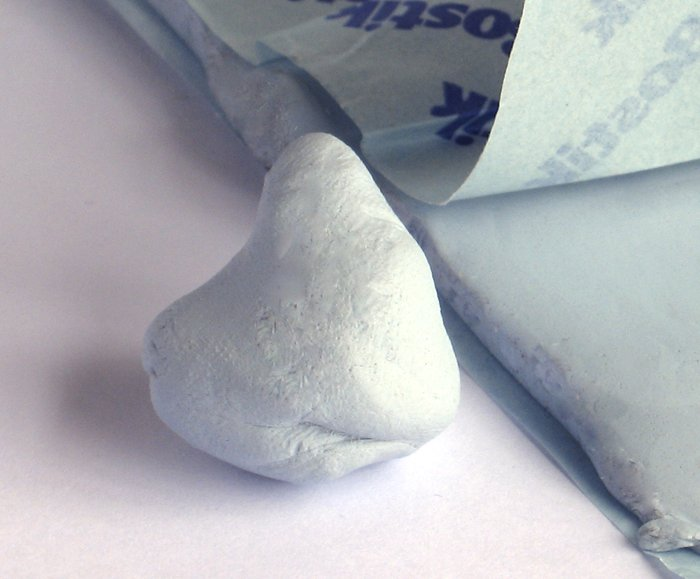
Blu Tack

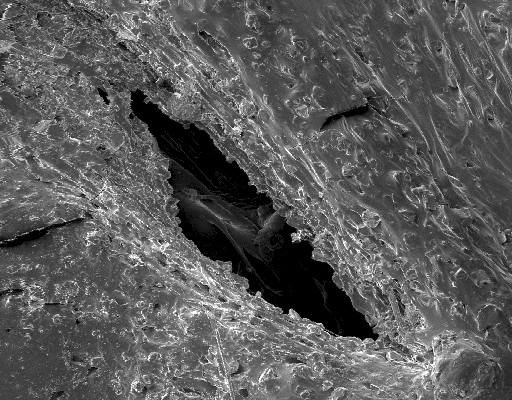
Blu Tack под сканирующим электронным микроскопом

Blu Tack — многоразовая пластилиноподобная липкая масса, выпускаемая компанией Bostik, используемая для закрепления лёгких объектов (например, постеров или листов бумаги) к стенам, дверям и другим сухим поверхностям. Обычно голубого цвета, но встречаются массы иных цветов. Похожие продукты также выпускаются другими производителями. Название теперь используется без чёрточки между словами.
Состав массы является коммерческим секретом компании, но описывается как синтетический каучук без опасных свойств в нормальных условиях. Масса может быть даже проглочена без каких-либо вредных последствий и не канцерогенна. Она нерастворима и тяжелее воды. Материал не горюч, но выделяет углекислый и угарный газ, если сжигать в пламени.
В 2015 году компания Bostik производила 100 тонн Blu Tack в неделю на своем заводе в Лестере.

## История
Blu Tack был изобретён случайно в 1969 году как неожиданный результат попыток создать новый герметик из смеси мела, каучука и масла. Имя изобретателя неизвестно. Изначально Blu Tack был белого цвета, но потребительские исследования показали страх покупателей, что масса может быть спутана детьми с жевательной резинкой, поэтому в состав был добавлен синий краситель.
В Великобритании в марте 2008 года, 20 000 упаковок розового Blu Tack было произведено для сбора средств в фонд борьбы с раком груди, 10 пенсов с цены каждого было перечислено в фонд. Рецептура массы была немного изменена для соответствия своему голубому прообразу. Позднее производились массы других цветов , включая красную, жёлтую, белую, и даже зелёную в упаковке, приуроченной к празднику Хеллоуин.

## Аналоги
Аналогичные продукты различных цветов выпускаются другими производителями, например, массы «Tack-it» от Faber-Castell, «Fun-Tak» от Henkel, «Poster Putty» от UHU, «Poster Putty» и «Sticky Tack», «Gummy Sticker» от Pritt, «Sticky Stuff» от Bostik, «Prestik» и «Poster Tack» от Elmer’s.
Версии от других производителей продаются под общим названием «клеящей массы». Название торговой марки может различаться в разных странах. Например «Patafix» во Франции, Италии и Португалии, Kennaratyggjó («teacher’s chewing gum») в Исландии, и Häftmassa («attachment mass») или kludd в Швеции.

## Другие применения
Как и множество других масс для крепления постеров, Blu Tack может быть использована как альтернатива ластику-клячке, обладая отличным сцеплением и пластичностью. Также как и ластик-клячка, масса может быть вытянута и сформована для работы с очень мелкими участками изображения.
Некоторые моделисты используют Blu Tack для рисования камуфляжа — кусочки массы легко формуются и удаляются не повреждая свежую краску под собой.
Blu Tack также используется в скульптуре. В 2007 году художница Элизабет Томпсон (Elizabeth Thompson) создала 200-килограммовую скульптуру домашнего паука, облепив Blu Tack проволочный каркас. На работу ушло около 4 000 упаковок массы, скульптура экспонировалась в Лондонском зоопарке. Другие художники создавали работы из материала, включая покадровую анимацию.
Blu Tack может быть использован как демпфер (звукопоглотитель) при работе со звуковым оборудованием.
Маленький кусочек Blu Tack может быть использован для удержания шурупа на отвёртке или бите инструмента.
Blu Tack также может быть использован для очистки наушников-затычек, путём аккуратного вдавливания и удаления массой грязи из сетки наушника.
Blu Tack может использоваться как альтернатива берушам для изоляции от мешающих звуков.

## Внешние ссылки
- Official Blu-Tack site, UK
- Official Blu Tack site, Australia